# Kenneth Brian Boyd Cross

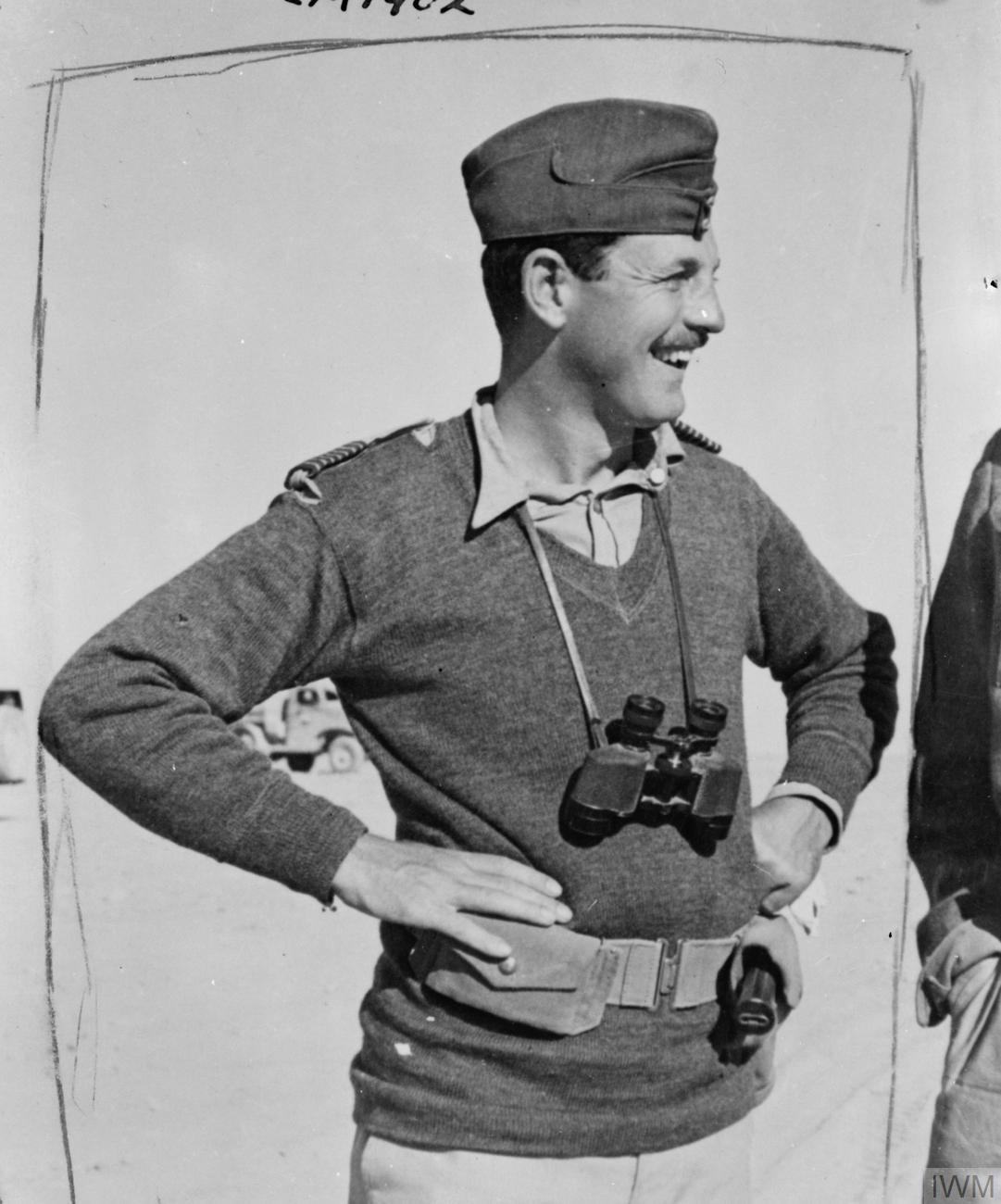
Kenneth Cross in Nordafrika, um 1942

Sir Kenneth Brian Boyd Cross KCB CBE, DSO, DFC (* 4. Oktober 1911 in Portsmouth; † 18. Juni 2003) war ein britischer Offizier der Royal Air Force.
Er war gemeinhin unter seinem Spitznamen Bing bekannt.

## Leben
Cross war der älteste Sohn und zweites von fünf Kindern des Sachverständigen und Immobilienmaklers Henry Cokayne Cross (1884–1964) aus dessen Ehe mit Jeanie Boyd (1888–1944). Er wurde auf dem Hilsea College in Portsmouth, der Havant High School in Havant und der Kingswood School in Bath ausgebildet.
Cross trat im April 1930 als Pilot Officer in die Royal Air Force ein und wurde im Oktober 1931 zum Flying Officer befördert. Er diente ab 1931 zunächst bei der No. 25 Squadron. 1934 wurde er Mitglied der Cambridge University Air Squadron. Im Oktober 1935 wurde er zum Flight Lieutenant und im Oktober 1938 zum Squadron Leader befördert. Im Dezember 1938 wurde er Verbindungsoffizier der Reserve.
Nach Ausbruch des Zweiten Weltkriegs wurde er ab Oktober 1939 befehlshabender Offizier der mit Hawker Hurricanes ausgestatteten No. 46 Squadron. Er leitete die Flugeinsätze seiner Einheit, die während der deutschen Invasion auf Norwegen ab Mai 1940 als Teil der britischen Expeditionstruppen im norwegischen Bardufoss stationiert wurde. Im Rahmen der Evakuierung der Briten aus Norwegen im Juni 1940 gelang es ihm und seiner Schwadron mit ihren Hawker Hurricanes auf dem Flugzeugträger Glorious zu landen, obwohl dieser nicht mit Fangseilen ausgestattet war. Dieser Erfolg wurde bald davon zunichtegemacht, dass der Flottenverband am folgenden Tag von den deutschen Schlachtschiffen Scharnhorst und Gneisenau angegriffen und die Glorious versenkt wurde; Cross war einer der wenigen Überlebenden. Für seinen Dienst in Norwegen wurde er im September 1940 mit dem Distinguished Flying Cross und 1942 mit dem norwegischen Kriegskreuz ausgezeichnet.
Im Dezember 1940 wurde er zum Wing Commander befördert und wurde befehlshabender Offizier des No. 252 Wing. Im Dezember 1941 wurde er befehlshabender Offizier des No. 258 Wing, der im März 1942 zu No. 239 Wing und im März 1943 zu No. 243 Wing umbenannt wurde. Er war in dieser Zeit vorwiegend in Nordafrika eingesetzt. Im Juli 1943 erhielt er den temporären Rang eines Group Captain, den er zuvor bereits kommissarisch erhalten hatte, und leitete im weiteren Jahresverlauf als Air Officer Commanding der in Tunesien stationierten No. 242 Group deren Flugeinsätze während der alliierten Invasion auf Sizilien. Im Februar 1942 wurde er als Companion des Distinguished Service Order, im April 1944 als Officer der US-amerikanischen Legion of Merit und im Juni 1944 als Commander des Order of the British Empire (CBE) ausgezeichnet. Im Juni 1944 wurde er zum Director of Overseas Operations ernannt. Nach dem Krieg wurde er ins Air Ministry versetzt, zunächst als Leiter des Waffenarsenals und später als Leiter der Luftabwehr.
Im November 1947 endete sein temporärer Rang als Group Captain und er fiel auf den Rang eines Wing Commander zurück, bevor er im Juli 1948 in den substanziellen Rang eines Group Captain befördert wurde. 1947 wurde er als Kommandeur des niederländischen Orden von Oranien-Nassau, und im Juni 1954 als Companion des Order of the Bath (CB) ausgezeichnet.
Im Januar 1953 zum Air Commodore und im Januar 1956 zum Air Vice Marshal befördert, wurde er im Februar 1956 Air Officer Commanding der No. 3 Group und im Mai 1959 Air Officer Commanding-in-Chief des Bomber Command. Im Mai 1959 wurde er in den kommissarischen Rang eines Air Marshal befördert und im Juni 1959 als Knight Commander des Order of the Bath (KCB) geadelt
Im Juli 1961 erhielt er den substanziellen Rang eines Air Marshal und schließlich folgte im Oktober 1965 seine Ernennung zum Air Chief Marshal. Seinen letzten militärischen Dienstposten erhielt er 1963 als Air Officer Commanding-in-Chief des Transport Command. 1967 ging er in den Ruhestand.
Aus seiner 1945 geschlossenen Ehe mit Brenda Megan Powell hatte er zwei Söhne und eine Tochter.